# Vydūnas

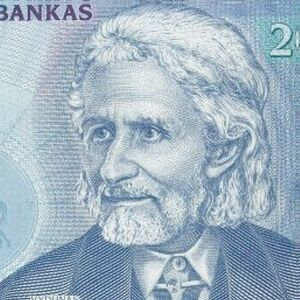
Vydunas op de 200 litas

Vilius Storostas-Vydūnas (22 maart 1868 – Detmold, 20 februari 1953), vaak gewoon Vydūnas, was een Pruisisch-Litouws (volgens anderen Litouws) schrijver en filosoof, en leider van de Pruisisch-Litouwse beweging in Klein-Litouwen en een van de leiders van de theosofische beweging in Oost-Pruisen.
Vydūnas werd geboren in het dorpje Jonaten (Litouws: Jonaičiai), nabij Heydekrug (Litouws: Šilutė), in het toenmalige Koninkrijk Pruisen. Wilhelm Storost was de naam op zijn Duitse paspoort, terwijl Vilimas of Vilius Storostas de Litouwse vorm van zijn naam was, die hijzelf, zijn familie en andere Litouwers gebruikten. "Vydūnas" werd toegevoegd aan zijn familienaam als een pseudoniem toen hij ongeveer 40 jaar was. Hij stierf in Detmold, West-Duitsland.
Vydūnas was actief in de oude Litouwse heidense religie, ook wel Romuva genoemd. Toch beschouwde hij de opleving van die religie nooit als een persoonlijk doel, of dat van het Litouwse volk. Vydūnas was dan ook een nationale leider, geen religieuze. Zijn morele invloed overtrof die van vele andere typische politieke leiders en schrijvers. Door latere biografen werd hij weleens vergelijken met enkele politieke leiders van India, zoals Rabindranath Tagore of Mahatma Gandhi. Pantheïstisch universalisme, niet gedefinieerd door deelname aan verplichte godsdienstbeleving, was een van de hoofdideeën van zijn filosofie, en bezorgde hem faam als pionier in de heropleving van het oude heidendom en theosofie in Litouwen. Vydūnas werd door de Litouwse Schrijversbond beschouwd als een kandidaat voor de Nobelprijs. Hij wordt afgebeeld op het laatste bankbiljet van 200 litas.
- Bibliothèque nationale de France: cb128172170 (data)
- CiNii: DA11291335
- Gemeinsame Normdatei: 119349159
- International Standard Name Identifier: 0000 0001 1028 9141
- Library of Congress Control Number: n82256071
- Nationale Bibliotheek van Letland: 000188009
- Nationale Bibliotheek van Israël: 987007274581005171
- Nederlandse Thesaurus van Auteursnamen: 097834009
- LIBRIS: 199374
- Système universitaire de documentation: 106613561
- Virtual International Authority File: 69057679
- WorldCat: E39PBJvXdXKvxmfBDkbHwtfQbd